# توشيو كورواوا
توشيو كورواوا (باليابانية: 黒岩利雄؛ بالكانا: くろいわ としお) هو طيار ياباني، ولد في 25 ديسمبر 1908 في فوكوكا في اليابان، وتوفي في 26 أغسطس 1944 في شبه جزيرة ملايو في تايلاند.